# Przędzel
Przędzel est une localité polonaise de la gmina de Rudnik nad Sanem, située dans le powiat de Nisko en voïvodie des Basses-Carpates.